# Бленвиль, Жан де Вариньи
Жан де Вариньи (фр. Jean de Warignies (Varignies); ок. 1581 — 26 февраля 1628, Исси-ле-Мулино), сеньор де Бленвиль — французский придворный и дипломат.

## Биография
Представитель знатного нормандского рода, по словам герцога де Сен-Симона, к его времени уже угасшего. Сын Жака де Вариньи (ум. ок. 1612), капитана Понт-Одеме, и Адриенны Мартель, дядя графини де Сен-Жеран, дочери его младшего брата.
Государственный советник, в феврале 1619 был послан с дипломатической миссией в Лотарингию, затем был французским послом в Англии.
31 декабря 1619 был пожалован Людовиком XIII в рыцари орденов короля.
Королевский гардеробмейстер (1620—1622), первый дворянин Палаты короля (1622—1628), наместник губернаторства Нормандии в бальяже Кана.
Был известным коллекционером предметов искусства, инвентарная опись, составленная в 1628 году, включает полотна Леонардо да Винчи и его школы, в том числе «Иоанна Крестителя», «Джоконду», «Флору» и «Коломбину» (возможно, часть из них копии).
Жена (1611): Катрин Вуазен, дама де Турвильи д’Эмфревиль. Брак бездетный